# Verzorgingsplaats Oosterveen
Verzorgingsplaats Oosterveen is een Nederlandse verzorgingsplaats, gelegen aan de zuidzijde van de A37 in de richting Hoogeveen-Meppen tussen afritten 6 en 7 in de gemeente Emmen.
Richting Meppen: Groote Veldblokken · Oosterveen
Richting Hoogeveen: Zwinderscheveld